# Robert Schimmel
Robert Schimmel est un acteur et scénariste américain né à New York le 16 janvier 1950 et mort à Scottsdale le 3 septembre 2010.

## Filmographie

### Scénariste
- 1984 : Dirty Dirty Jokes
- 1986 : Paul Rodriguez Live!: I Need the Couch
- 1988 : Northin' Goes Right
- 1990 : Hard Core in the Big Apple (également producteur)
- 1994 : In Living Color (34 épisodes)
- 1994 : The Making of 'Blankman'
- 1994 : Guilty as Charged (également producteur)
- 1994 : HBO First Look (1 épisode)
- 1997 : Dr. Katz (1 épisode)
- 1999 : Robert Schimmel: Unprotected (également producteur)
- 2000 : Schimmel (également producteur)
- 2009 : Robert Schimmel: Life Since Then (également producteur)

### Acteur
- 1986 : Paul Rodrigue Live!: I Need the Couch : M. Feldo
- 1990 : The Bobby and Larry Show : Jay Friendly
- 1993 : Joe's Life : Walter (1 épisode)
- 1994 : Blankman : l'officier
- 1994 : A Low Down Dirty Shame : Le John
- 1997 : Dr. Katz : Robert (1 épisode)
- 2000 : Schimmel : lui-même
- 2001 : Les Simpson : un prisonnier (L'Orgueil du puma)
- 2001 : Scary Movie 2 : le taxi
- 2003 : Crank Yankers : Robert (1 épisode)
- 2003 : The Pitts : Clerk (1 épisode)
- 2008 : A Bad Situationist : Bob